# Setge de Barcelona de 1462
El setge de Barcelona de 1462 fou un dels combats de la Guerra Civil Catalana.

## Antecedents
El 24 d'abril, el Consell del Principat va aixecar una host de tres cents cavallers amb cent llances i un miler d'infants comandada per Hug Roger III de Pallars Sobirà per combatre els pagesos, i la reina va decretar immediatament la seva il·legalitat, mentre els diputats i el Consell prohibiren la publicació de la crida reial. Les autoritats locals que fer doncs les dues autoritats eren legítimes però les ordres contradictòries i els primers atacs foren de les tropes remences de Francesc de Verntallat a Castellfollit de la Roca el 1462, mentre els revoltats assetjaven la Força Vella de Girona, on s'havien refugiat Joana Enríquez i el príncep Ferran.
El rei, veient la situació va entrar al Principat sense permís del Consell del Principat, instal·lant la seva base d'operacions a Balaguer i iniciant les operacions per prendre Tàrrega. La Host del Consell del Principat va acudir al seu encontre, i aquest va enviar el seu exèrcit derrotant els revoltats a la batalla de Rubinat el juliol de 1462 i capturant els principals caps de l'oposició, que morien executats el 1463. El Consell del Principat, veient que una república sense suport extern era inviable va proposar el 12 d'agost nomenar comte de Barcelona al rei Enric IV de Castella, que a part dels seus drets al tron, podia comptar amb l'ajuda dels beamontesos navarresos enemics de Joan el Gran i de Gastó IV de Foix.
El 15 o 16 d'agost Joan de Copons es va entrevistar amb Enric de Castella a Atienza, on el rei li va contestar que abans d'acceptar havia de consultar el Consell reial, encara que ell era favorable a la proposta. Vuit dies després la reunió del Consell a Segòvia, on s'havien reunit les corts, va proposar acceptar l'oferiment. Després de l'acceptació el rei va decidir enviar a Catalunya dos mil cinc-cents homes a cavall al comandament de Joan de Beaumont, prior de l'orde de Sant Joan de Jerusalem del regne de Navarra, i de Juan de Torres, cavaller de Sòria. El dia 1 de setembre va arribar a Barcelona la notícia de l'acceptació i l'endemà es va fer un solemne tedeum a la catedral.
Amb l'aixecament del setge de la Força Vella, Gastó de Foix va sortir de Girona en direcció a Barcelona l'1 de setembre a costa de deixar desguarnit el Rosselló i l'Empordà, i el dia 4 passava al costat d'Hostalric sense aturar-se a assetjar la vila. En el seu avenç cap al sud va ser fustigat des de la costa per l'exèrcit de la Diputació del General de Catalunya comandat per Hug Roger III de Pallars Sobirà que va evitar un xoc frontal atesa la seva notable inferioritat i que intentava arribar a Barcelona intacte per ajudar a defensar-la. El 9 de setembre, després de passar per Sant Celoni, Granollers i Montmeló, l'exèrcit francès arribava a Montcada, la clau d'entrada del Pla de Barcelona, i després de prendre el castell de Montcada va instal·lar el seu campament a Sant Andreu de Palomar. El dia 11 Enric IV va atorgar poders a Joan de Beaumont i Joan Ximénez de Arévalo perquè actuessin com els seus lloctinents a Catalunya i el 12 de setembre, quan Joan el Gran procedent de Martorell i Sant Cugat del Vallès es va unir a les tropes de Gastó de Foix a Sant Andreu de Palomar, tenia lloc a Barcelona la solemne proclamació d'Enric IV de Castella com el nou Comte de Barcelona. Joan el Sense Fe, que es va reunir amb la seva dona i el seu fill després de gairebé un any de separació, es va dirigir a Barcelona per iniciar el seu setge.

## El setge
El 13 el 14 de setembre s'inicia el setge de Barcelona, al que va participar entre set i vuit-mil assetjants i uns cinc mil defensors de la ciutat, però el 4 d'octubre, però, el amb el fracàs dels assalts i davant la imminent arribada per mar des de Tortosa dels 2.500 soldats de cavalleria castellana de Joan de Beaumont va aixecar el setge de Barcelona, en el primer gran triomf dels revoltats.

## Conseqüències
Les tropes reialistes es dirigiren a Sant Cugat del Vallès i Martorell, que no van ocupar i després a Vilafranca del Penedès que pogué ocupar el 9 d'octubre, i va passar a assetjar Tarragona, que va capitular el 31 d'octubre.
El 24 d'octubre, havien arribat a Barcelona Joan de Beaumont i Joan Ximénez de Arévalo com a lloctinents del Principat en nom d'Enric. Els reialistes només controlaven Balaguer, Tarragona, Tàrrega, Montblanc, Girona i Perpinyà, però la major part a Catalunya es manté a al costat de la Diputació del General i el Consell del Principat, el rei i el comte de Foix van decidir decidir refugiar-se al Regne d'Aragó, arribant a Balaguer, on va establir la seva cort, el 12 de novembre després de passar per Montblanc.